# Neonesiotes hamatus
Neonesiotes hamatus är en spindelart som beskrevs av Alfred Frank Millidge 1991. Neonesiotes hamatus ingår i släktet Neonesiotes och familjen täckvävarspindlar. Inga underarter finns listade i Catalogue of Life.